# Necropapiloscopía

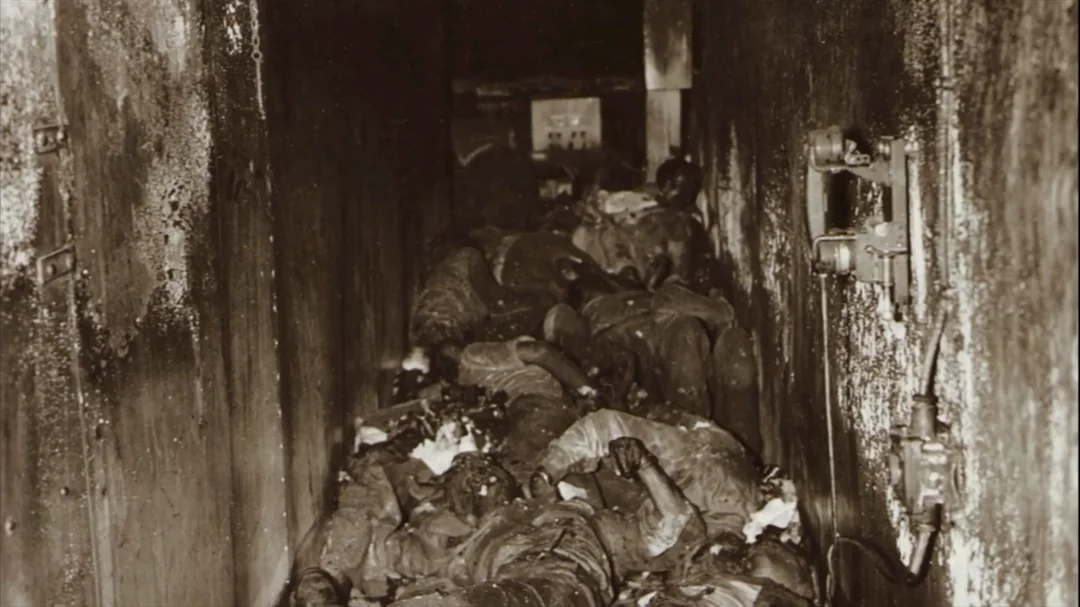
Luego de un incidente se hace necesario identificar los cuerpos de las víctimas. De ello se encarga la tanatología, junto con sus ciencias auxiliares.

La necropapiloscopía es la disciplina científica que reúne un conjunto de técnicas para el reacondicionamiento de los tejidos de cara interna de manos y pies de restos humanos y/o cadavéricos que, por diversos motivos, se encuentran en un estado que imposibilita o dificulta su reconocimiento o identificación mediante papiloscopía (o también conocida como lofoscopia). 
En efecto, el tipo de muerte, su intervalo post-mortem, el estado de salud previo, las características corporales, los factores actínicos y la acción de flora y fauna cadavérica, entre otros, pueden hacer que los restos humanos o cadáveres se encuentren en tal estado que dificulten un reconocimiento directo por parte de allegados, o imposibiliten una toma de impresiones papilares de dígitos, palmas y plantas de pie, para un posterior estudio de identificación papiloscópica. La necropapiloscopía, es una de las disciplinas que podrá aportar identidad con base en estos elementos.

## Tipos de cadáveres
Por cuestiones legales, sociales o simplemente humanitarias, a veces es preciso establecer fehacientemente la identidad de una persona fallecida. Esto es muy importante en algunas legislaciones, ya que si una persona es declarada legalmente muerta pueden iniciarse los trámites sucesorios. La tanatología es la rama de la medicina que estudia los fenómenos relacionados con la muerte, entre ellos la identificación de cuerpos y restos humanos. Siendo los principales medios utilizados la comparación de calcos papilares, de registros odontológicos y el examen genético.

### Cadáveres frescos
Si el cuerpo aún no presenta la rigidez cadavérica, se procede de la misma forma que se haría con una persona viva. De media, aunque varía según las circunstancias, la rigidez cadavérica comienza a las siete horas de producido el deceso y finaliza a las sesenta, cuando se destruye el tejido epidérmico por el proceso de descomposición. En estos casos se debe anular el endurecimiento y contracción muscular propias del proceso. Para ello, se debe aplicar calor sobre los músculos afectados, empezando por el hombro y finalizando en los dedos. El método más efectivo consiste en efectuar movimientos en las articulaciones (hombro, codo y muñeca), hasta que los músculos regresen a su flexibilidad natural. Luego debe abrirse la mano, ya que los dedos acostumbran estar flexionados sobre la palma, realizando presión sobre la parte posterior de la misma. Una vez abierta la mano, se calientan sus músculos aplicando sobre ella un masaje apropiado. Los dedos se ablandan abriéndolos y cerrándolos repetidamente. Cumplimentado este proceso, se procede a observar el estado de los pulpejos. De ser necesario se deben limpiar, eliminar callosidades con una piedra pómez, observar cualquier tipo de anomalía que pudieran presentar y proceder a su entintado, para completar todas las fichas que indique la ley. A veces es necesario utilizar elementos rígidos, como una cuchara, para hacer palanca y así poder abrir la mano. En otros casos, los masajes y la flexión debe complementarse con una fuente externa de calor que acelere el proceso, en especial si se dispone de poco tiempo.

### Cadáveres en estado de putrefacción

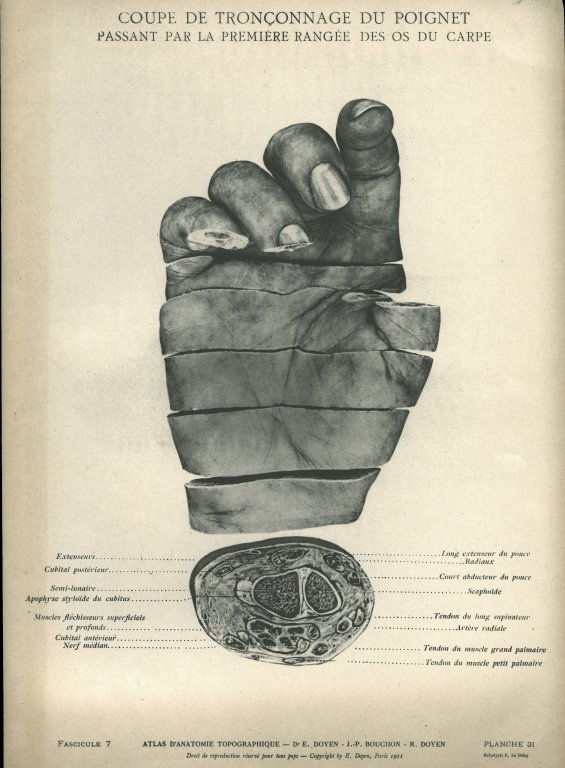
Solo se requiere que se conserve en buen estado una pequeña fracción de la piel para lograr una identificación exitosa.

Para la identificación exitosa solo basta que una parte idónea de la piel se conserve en buen estado. Recién entre los 21 y 28 días se produce la destrucción total de los tejidos blandos, aunque esto depende de múltiples factores, como la temperatura, humedad y causa de la muerte. Si los gases producto de la descomposición separaron la piel del tejido muscular, se debe desprender totalmente y realizar con ella un guante humano, que el operador colocará sobre su propia mano para entintar o fotografiar. Proceso que fue desarrollado por Eugène Stockis a comienzos del siglo XX. El operador habrá de utilizar en todo momento guantes de látex.
En caso de que la piel no se haya desprendido de manera natural, el necropapilóscopo la separará del músculo cortando la parte requerida para su estudio. Si la epidermis se halla en mal estado, se debe retirar por completo dejando la dermis al descubierto, la cual se trata de la misma manera. Para facilitar el entintado se expande el dedil resultante con aire. Usualmente se requieren varias impresiones antes de obtener una idónea para el proceso de cotejo. Si al realizar presión se pudiera destruir el tejido, se puede fotografiar directamente. Lo que se realiza con luz rasante, para que los diseños sean más visibles. Si todo lo anterior no es posible, el estudio se debe realizar de visu, utilizando algún instrumento óptico adecuado (lupa o lente).

### Cadáveres quemados
Debido a la agonía, es frecuente encontrar el puño cerrado; por lo que la piel de los dedos se encuentra en mejor estado de conservación que otras partes más expuestas del cuerpo. El proceso de descomposición es más rápido de lo usual en este tipo de cadáveres, más aún si la muerte sobrevino días después del incidente, por lo que se debe tener celeridad en el proceso de identificación. Por el contrario, si el cuerpo se encuentra carbonizado la masiva pérdida de líquidos retrasa el proceso.
El proceso consiste en cortar y extraer el fragmento de piel a analizar. Si estos se hallaran desecados, se deben tratar con una solución del 1 al 3% de hidróxido de sodio o potasio en formaldehído o alcohol. Si la epidermis se encontrara dañada, se debe tratar con un líquido reconstructor y si estuviera demasiado dañada, existe la posibilidad de invertir y tomar la impresión a la cara interna de la misma. En este caso la impresión debe ser fotografiada para luego realizarle un negativo, ya que la imagen aparece invertida. Si la epidermis no estuviera en condiciones de ser analizada, se puede retirar completamente para estudiar la dermis. Si los dedos se hayan carbonizados, la única alternativa es la fotografía o el estudio de visu (observación directa). Extremando las precauciones de manipuleo del cuerpo para evitar la destrucción de los mismos.

### Cadáveres ahogados o saponificados
Si la descomposición se produce en un medio húmedo y carente de aire se produce un proceso de saponificación, en donde la grasa corporal localizada debajo de la piel se transforma en adipocira (un jabón cálcico) y glicerina, la cual se diluye en el agua y podría no estar presente. El proceso no necesariamente requiere que el cuerpo repose bajo agua ni que ésta se encuentre caliente, puede darse en casos de tumbas herméticamente cerradas. Dado que depende de la constitución grasa de la persona, es más probable que suceda en niños, obesos y alcohólicos. Si el cuerpo reposó mucho tiempo bajo agua, es frecuente encontrar la piel muy dañada, tanto por una excesiva hidratación como por roces con rocas y la fauna acuícola que pudiera haber entrado en contacto con el mismo e incluso por crecimiento de plancton. Todo ello hace importante que se analice con sumo cuidado cada caso en particular.
Si la piel se halla intacta, pero sumamente hidratada, se debe tratar con alcohol, bencina o acetona y luego dejar secar. Este proceso se puede acelerar con un secador de cabello o un mechero Bunsen. Si el proceso anterior no dio un resultado completo, se debe sumergir los dedos en agua caliente, casi a punto de ebullición, por unos segundos. Si la piel está desprendida, se debe retirar por completo y tratar con alcohol o bencina, evitando la acetona. Si el tejido se encuentra saturado, se trata con acetona por 30 minutos, tras lo cual se neutraliza sumergiéndolo una hora en xileno. En todos los casos se debe estirar bien antes de entintar, para eliminar las arrugas.
Si la piel presenta arrugas, pero está endurecida, se debe inyectar un reconstituyente de tejidos para redondear el pulpejo y darle un tamaño y forma similar al natural. Pudiendo también utilizarse aire o parafina líquida inyectada con una aguja hipodérmica debajo de la uña, en el pliegue ubicado entre la segunda y tercera falange o por los lados.

### Cadáveres momificados o petrificados

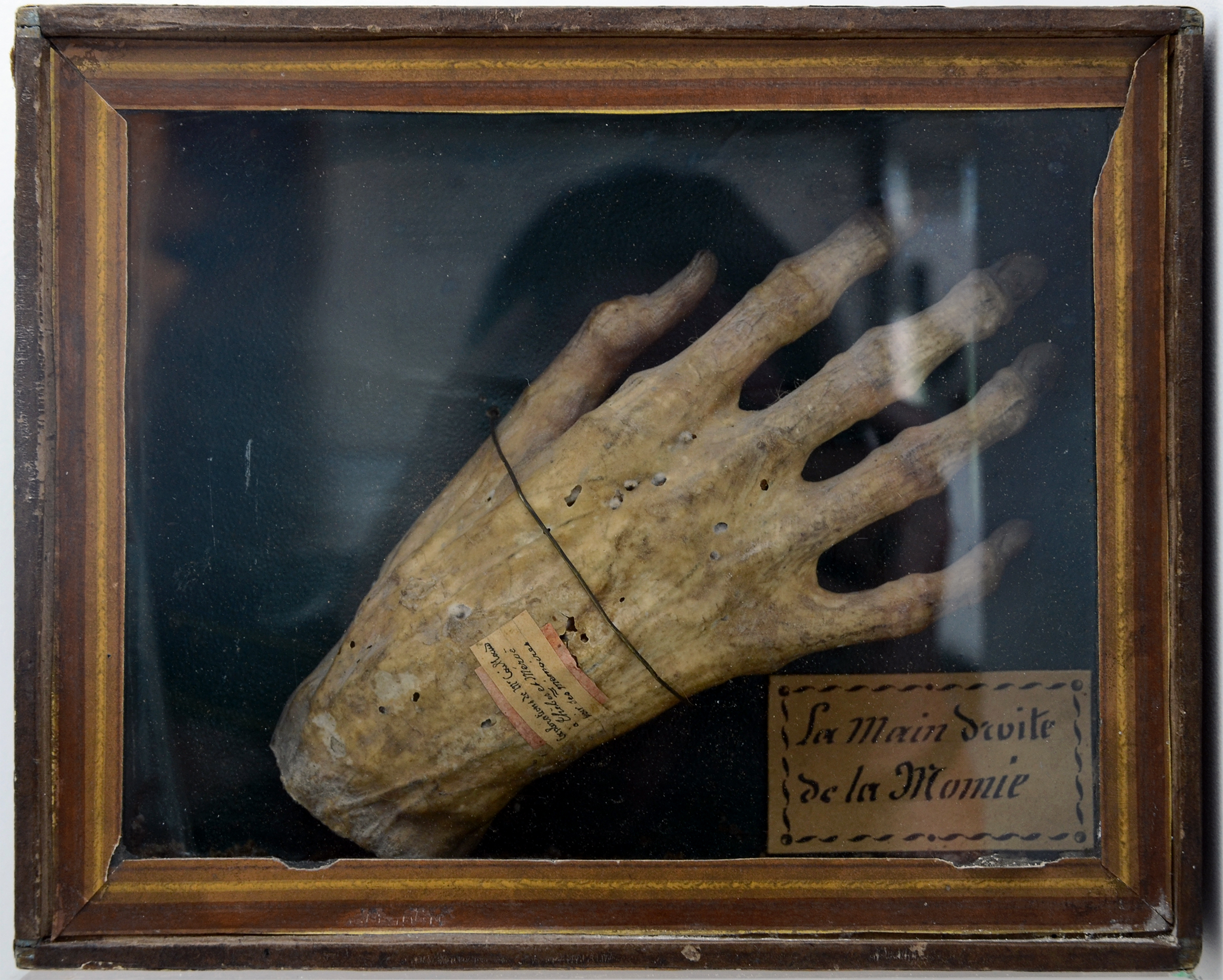
En 1892, Juan Vucetich observó que las momias del Museo de Ciencias Naturales de La Plata poseen intactas sus huellas dactilares

Tanto los procesos de momificación como petrificación hacen que la piel de un cadáver se presente totalmente rígida y carente de elasticidad, aunque se conservan los diseños. Aun así, se puede tomar una imagen útil de los mismos. Para ello existen varios métodos eficaces, tanto rellenando los surcos interpapilares con una sustancia blanca y como realizando un molde de los calcos. En todo caso, primero se debe limpiar minuciosamente la zona, usando jabón, acetona diluida en alcohol o tíner.
Para rellenar se puede utilizar tiza, talco, yeso o cualquier sustancia similar. La cual debe ser dejada al ras, para permitir la correcta visualización de los diseños. Seguidamente se cortan los dígitos entre la primera y segunda falange, los que deben ser colocados sobre un soporte adecuado que permita una buena iluminación y enfoque, para tomar fotografías a tamaño natural. De ser necesario, se aplicarán filtros a diferentes longitudes de onda o ángulos de incidencia, para lograr el contraste adecuado. La conservación de los miembros amputados se realiza en formaldehído.
La otra posibilidad es envolver un trozo de plastilina, o sustancia similar, en polietileno y aplicar sobre el polímero una fina capa de tinta. En un único movimiento se presiona sobre el dedo, logrando un negativo sobre el plástico. El cual se usa para impresionar un papel blanco, obteniendo así la huella dactilar. A este procedimiento se lo denomina Método Dorrego. Una sencilla variante Archivado el 18 de mayo de 2021 en Wayback Machine. del mismo fue recientemente creada por la División de Policía Científica de Comodoro Rivadavia, Chubut, Argentina (2018): consiste en el reemplazo del plástico con el cual se tomará la impresión, por cinta adhesiva transparente, y pasándolo luego, a un acetato transparente; la variante ofrece mayor integridad y nitidez, a la vez obtener mayor cantidad de calcos en igualmente idóneos.
Un tercer método es el denominado vaciado de látex. El cual consiste en aplicar una capa de látex líquido sobre los pulpejos, la cual se deja secar y se retira para luego fotografiar. Dicha imagen está invertida, por lo que debe obtenerse un negativo de la toma. Una variante de este procedimiento consiste en realizar un preparado de dicha sustancia y colocar en ella el dedo, retirándolo una vez que solidifique. Obtenido el molde, se procede a rellenar con una sustancia de mayor dureza. La cual, una vez extraída, servirá para obtener la impresión.

### Cadáveres decalcificados y pulverizados
Si en algún momento un cadáver presenta sus huesos al descubierto y este se encuentra en un ambiente húmedo, estos comienzan a perder el carbonato de calcio natural que poseen; el cual se reacciona con el agua de lluvia, que posee una pequeña proporción de dióxido de carbono disuelta en ella, para formar bicarbonato de calcio. Este proceso continúa hasta que el cuerpo termina pulverizado, siendo imposible el uso de la necropapiloscopía para la identificación. Dado que los hidrógenocarbonatos son solubles en agua (idealmente fría y ligeramente ácida); si el proceso continúa, con el tiempo suficiente, ya no queda nada que identificar. Si el cuerpo permaneció inhumado, este proceso comienza de forma natural entre 15 y 20 años después de que fuese enterrado. La depredación puede acelerar el inicio del proceso.

### Otros tipos
Además de todo ello, un cadáver puede presentarse en otros estados, los cuales no ofrecen posibilidad alguna de identificación por este medio. Entre ellos la delicuescencia negra, casificación, colicuado, restos humanos que no incluyan las manos o simplemente que presenten las papilas lo suficientemente desgastadas como para no poder utilizarse la dactiloscopía.

## Exhumación

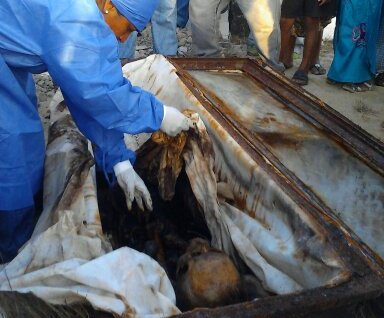
Cuando se exhuma un cuerpo, se hace imperioso verificar la identidad de la persona.

Eventualmente, es posible que un cadáver sea retirado temporalmente de su sitio de descanso, siempre siguiendo la legislación vigente, y se lo disponga para su identificación. Esto puede deberse a múltiples factores, como ser el tener que esclarecer un hecho, por motivos de higiene, cambios de ataúd, de cementerio o cremación. En esos casos se debe precisar el estado en que se encuentre el cuerpo para determinar el método más eficaz para lograr una identificación positiva. Si se llegase a optar por la dactiloscopía, se debe determinar qué tipo de procesos tuvieron lugar después del deceso y obrar según el método más adecuado al caso.